# Школа № 279 (Санкт-Петербург)
Государственное общеобразовательное учреждение средняя общеобразовательная школа № 279 Кировского района Санкт-Петербурга являлась некоммерческой организацией — государственным образовательным учреждением.

## Учредитель
Учредителем Образовательного учреждения является субъект Российской Федерации — город федерального значения — Санкт-Петербург, в лице исполнительного органа государственной власти: администрации Кировского района Санкт-Петербурга.

## О школе
Школа, специализирующаяся на обучении детей с медицинскими показаниями к надомному обучению по состоянию здоровья, созданная в 1999 году как Федеральная экспериментальная площадка, работала в статусе:
- Городского ресурсного центра «Здоровье»;
- Городской экспериментальной площадки «Дистанционное обучение детям инвалидам»;
- Районной экспериментальной площадки «Толерантность, как мы её понимаем. Обучение русскому языку детей инофонов, для которых он не является родным» (сетевое районное взаимодействие);
- Районной экспериментальной площадки «Дистанционное обучение и использование электронных образовательных ресурсов в повседневной педагогической практике» (районное сетевое взаимодействие)

Также школа за время работы была:
- федеральной экспериментальной площадкой по созданию модели школы надомного обучения;
- участником совместного российско-австрийского проекта «Толерантность в образовании» и «Управление качеством образования»[1].

В школе насчитывалось более 400 учеников, из них свыше четверти составляли инвалиды детства. Помимо надомного обучения, в школе действовали ещё два вида учебных программ: малыми группами (4 человека в начальных и 5 человек в старших классах) на базе школы и индивидуальное обучение на базе школы. На базе школы в 2009 году начал функционировать Центр информатизации образования, конечной целью которого было создание полноценной «виртуальной школы». В школе успешно опробованы методы дистанционного обучения, в частности, урок через Скайп. Этот опыт перенимают в других учебных заведениях Санкт-Петербурга.

## Достижения
Школа дважды принимала участие и дважды победила в общероссийском конкурсе образовательных учреждений, внедряющих инновационные программы в рамках приоритетного национального проекта «Образование» в 2007 и 2008 годах. В 2008 году школа победила во всероссийском конкурсе на звание «Лучшая школа России — 2008». В 2009 году школа победила в Санкт-Петербургском конкурсе инновационных образовательных учреждений в рамках ПНПО на соискание гранта в 1 миллион рублей.
В 2010 году директор школы Анна Меньшикова заняла третье место на ежегодном всероссийском конкурсе для руководителей образовательных учреждений «Директор школы».

## Закрытие
С 1 сентября 2011 года школы № 279 и № 277 проходят процесс объединения. Новая объединённая школа сохранила за собой номер 277.